# 葉夫根鳥屬
葉夫根鳥屬是一種生存於下白堊紀的鳥類，其正模标本化石ZIN PH 1/154发现於西西伯利亞的伊萊克組，年代介於巴列姆期與阿普第期之间，約1億2500萬年前。